# 나이토 마사아키라
나이토 마사아키라(일본어: 内藤政環, 1785년 ~ 1836년)는 일본 에도 시대의 다이묘로, 유나가야번의 9대 번주였다. 관위는 종5위하, 하리마노카미였다.
히젠 가라쓰번주 미즈노 다다카네(水野忠鼎)의 열번째 아들로 태어났다. 1799년, 유나가야 번의 8대 번주 나이토 마사유키가 젊은 나이에 사망하자 그 양자가 되어 번주직을 계승하였다. 그러나 1820년에 수해, 1821년에 한발을 겪는 등 번 정치에 어려움이 많았다. 결국 1824년 음력 8월 23일, 양녀의 남편인 나이토 마사타미를 양자로 삼아 번주직을 물려주고 은거하였다. 1836년, 52세의 나이로 사망하였다.
| 전임 나이토 마사유키 | 제9대 유나가야번 번주 1799년 ~ 1824년 | 후임 나이토 마사타미 |